# Iunca in Mauretania
Iunca in Mauretania (łac. Diocesis Iuncensis in Mauretania) – stolica historycznej diecezji we Cesarstwie rzymskim w prowincji Mauretania Cezarensis, zlikwidowana w VII w. podczas ekspansji islamskiej, współcześnie w północnej Algierii. Obecnie katolickie biskupstwo tytularne. 

## Biskupi tytularni
| Lp. | Biskup                        | Funkcja                                      | Od                   | Do                  |
| --- | ----------------------------- | -------------------------------------------- | -------------------- | ------------------- |
| 1   | Alquilio Alvarez Diez         | biskup-prałat Marajó (Brazylia)              | 13 czerwca 1967      | 26 maja 1978        |
| 2   | Sebelio Peralta Alvarez       | biskup pomocniczy Villarrica (Paragwaj)      | 5 marca 1979         | 19 kwietnia 1990    |
| 3   | Darío de Jesús Monsalve Mejía | biskup pomocniczy Medellín (Kolumbia)        | 7 października 1993  | 25 lipca 2001       |
| 4   | Luis Sáinz Hinojosa           | biskup pomocniczy Cochabamby (Boliwia)       | 12 września 2001     | 8 października 2022 |
| 4   | Mykoła Semenyszyn             | biskup pomocniczy iwano-frankiwski (Ukraina) | 27 października 2022 |                     |